# Siemens 2002

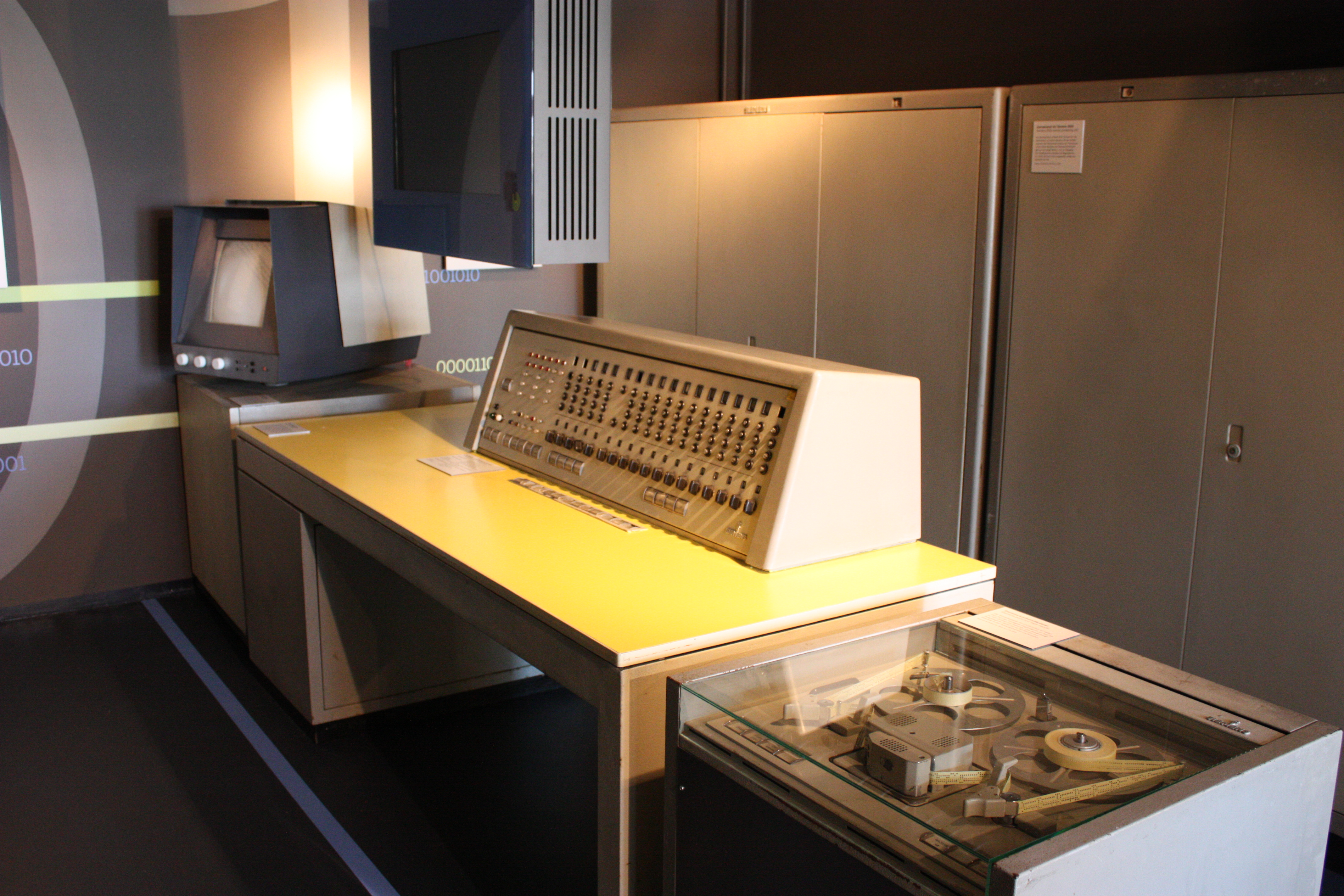
Siemens 2002 im Computermuseum der Fachhochschule Kiel

Der Siemens 2002 war ein Mitte der 1950er-Jahre von der Firma Siemens & Halske unter der Leitung des Informatikers Hans Kaufmann hergestellter Computer. Zum ersten Mal in Deutschland wurden nur noch Transistoren als aktive Bauelemente verwendet.

## Geschichte
Nachdem die Firma Siemens & Halske 1954 beschlossen hatte, in die Datenverarbeitung einzusteigen, wurde mit der Entwicklung entsprechender Geräte begonnen. Bereits 1956 war ein erster Prototyp fertiggestellt.  Das System war als Universalrechner für den kommerziellen wie für den technisch-wissenschaftlichen Einsatz konzipiert. 1959 wurde mit der Auslieferung der Geräte begonnen. Der Siemens 2002 wurde bis 1966 gefertigt.
Bereits 1963 gab es ein Nachfolgemodell Siemens 3003, und 1968 eine Siemens 4004-45. Letztere war jedoch ein Lizenznachbau des RCA Spectra 70 (ab 1965, später UNIVAC Series 70), deren nicht-privilegierter Maschinenbefehlssatz kompatibel zum System/360 von IBM war.

## Standorte
Obwohl die Fertigung 1966 eingestellt wurde, waren im Herbst 1971 immerhin noch 39 Anlagen installiert, unter anderem bei folgenden Einrichtungen:
- Rechenzentrum der RWTH Aachen
- Hahn-Meitner-Institut in Berlin-Wannsee, zwei Systeme im Bereich Mathematik
- Universität Freiburg, Mathematisches Institut
- Astronomisches Rechen-Institut in Heidelberg

Heute stehen Exponate, die aber nicht mehr funktionsfähig sind, in folgenden Museen:
- Computermuseum der Fachhochschule Kiel (eines der Hahn-Meitner-Systeme)
- Deutsches Museum München, Informatik-Abteilung
- ZCOM Zuse-Computermuseum Hoyerswerda (erste produzierte Siemens 2002)

## Maschinenarchitektur

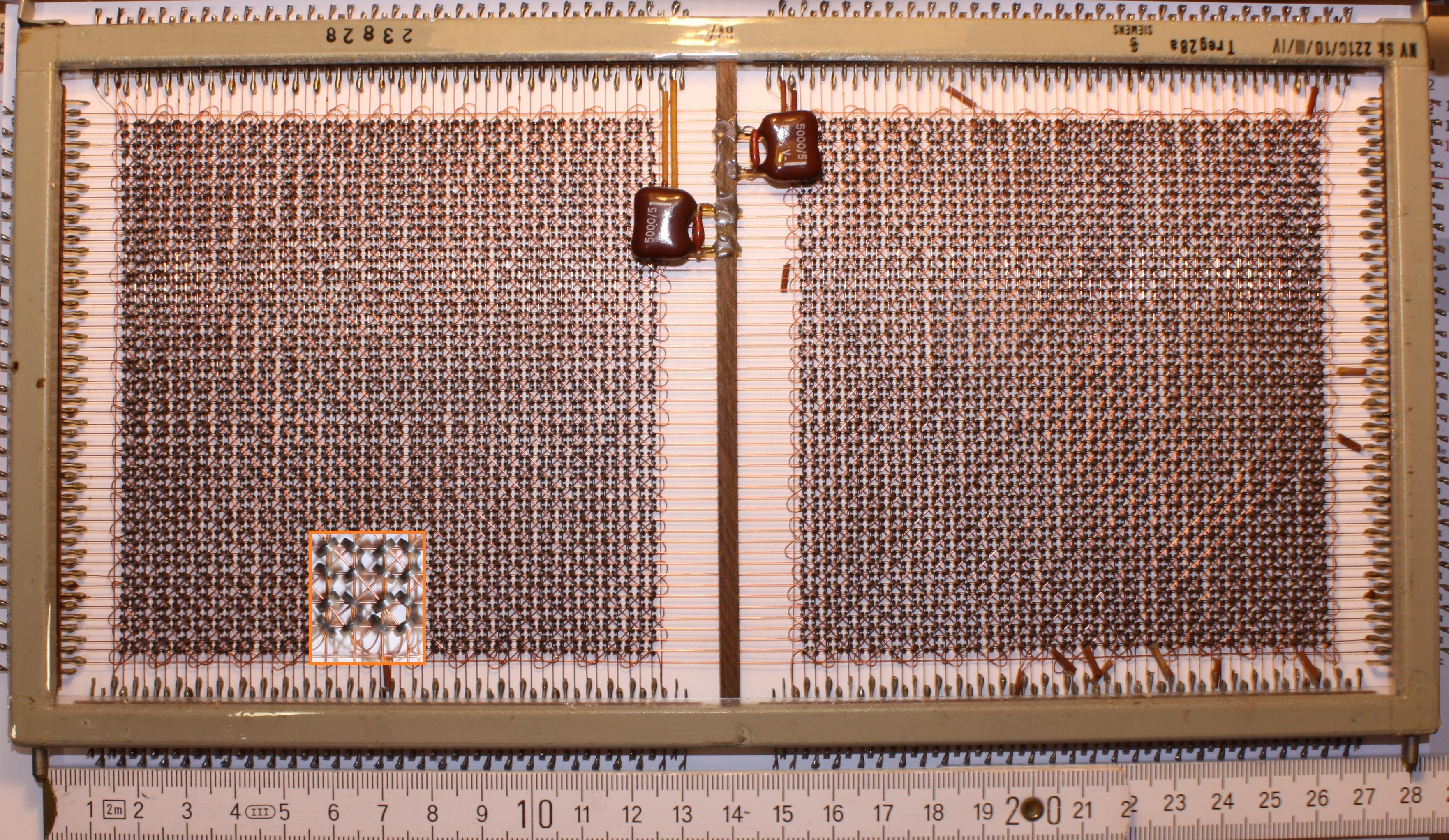
S2002 Kernspeicher Doppelmatrix, 20 mal 50 = 1.000 Ferritkerne von ca. 3 mm Durchmesser sind als Matrix angeordnet und speichern jeweils 1 Bit pro Kern

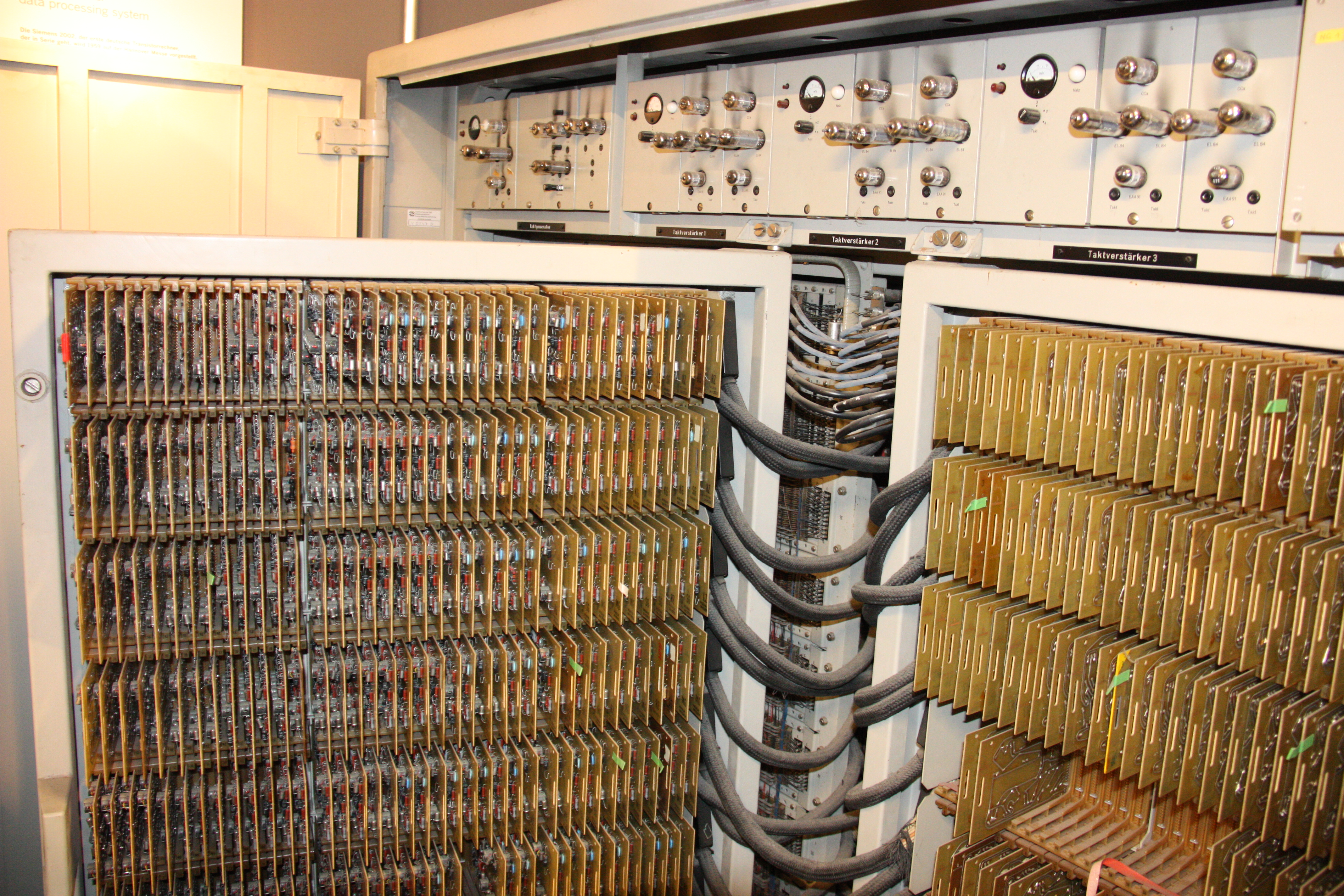
Geöffneter Schrank der Zentraleinheit, Siemens 2002 im Computermuseum der Fachhochschule Kiel

### Speicher
Das System benutzte Speicherwörter und Register mit einem Vorzeichen und 12 Dezimalziffern. Intern wurde jede Dezimalziffer durch 4 Bits dargestellt. Da mit 4 Bits 16 verschiedene Zustände dargestellt werden können, für eine Dezimalziffer aber nur 10 gebraucht werden, bedeutete dies eine gewisse "Verschwendung" gerade zu einer Zeit, in der Hardware noch extrem teuer war.
Der Hauptspeicher war als Magnetkernspeicher realisiert, es gab ihn mit Kapazitäten von 1.000, 5.000 oder 10.000 Wörtern, die Zugriffszeit betrug 14 µs. Als optionale Erweiterung gab es einen Trommelspeicher mit 10.000 Wörtern und einer mittleren Zugriffszeit von 19 ms. Verschiedene Peripheriegeräte wie Lochstreifengeräte, Blattschreiber, Lochkartengeräte, Magnetbänder und Schnelldrucker konnten angeschlossen werden.
Ein Wort konnte auf 4 verschiedene Weisen interpretiert werden:
1. als zwölfstellige Festkommazahl,
2. als Gleitkommazahl mit 10-stelliger Mantisse und 2-stelliger Charakteristik (für den Exponenten),
3. als Befehl,
4. als alphanumerischer Ausdruck für 6 Zeichen (jeweils durch zwei Dezimalziffern repräsentiert).

### Register
Das System hatte folgende Rechen- und Steuerregister mit Wortbreite (d. h. mit Vorzeichen und 12 Dezimalstellen):
- AR Akkumulatives Register
- QR Quotienten-Multiplikator-Register
- DR Divisor-Register
- BR Befehlsregister
- SR Speicherregister

und daneben einige Register mit nur 5 Dezimalstellen, für die Adressierung:
- IR1, IR2, IR3 Indexregister
- BZR (IR4) Befehlszählerregister
- ADR Adressenregister

### Befehle
Die über 80 verschiedenen Maschinenbefehle hatten 3-stellige Zifferncodes, die mit drei Großbuchstaben dargestellt wurden. Es gab eine Reihe spezieller Befehle für die Ein-/Ausgabe von Lochkarten und -streifen. Einige typische Befehle waren:
```
000 NOP  No OPeration
055 ADD  FestkommaADDition
444 TAS  Transfer Aus zum Speicher
555 TEP  Transfer Ein Plus
122 SPR  Sprungbefehl
522 SGN  SprinGe falls Negativ
411 SIR  Speichere IndexRegister
```

## Basissoftware
Als Betriebssystem wurde ORG 2002 eingesetzt, und als Programmiersprachen konnten PROSA 2002, POESIA, MAGNUS 2002 oder ALGOL 60 verwendet werden.
Der von Ursula Hill-Samelson und Hans Langmaack geschriebene ALGOL-Übersetzer ALCOR MAINZ 2002 erlaubte ab dem Frühjahr 1962 den praktischen Einsatz dieser Sprache, vor allem im Wissenschaftsbereich.

## Handbücher
- Datenverarbeitungsanlage 2002; Befehle für Steuerwerk, Rechenwerk, Magnettrommel, Lochstreifeneingabe und -ausgabe und Analogsichtgerät. Befehlsliste, NV Bs 9/1, März 1964, Siemens & Halske AG
- Datenverarbeitungsanlage 2002; Lochkartenbefehle. Befehlsliste, NV Bs 9/2, Juni 1964, Siemens & Halske AG
- dito: Magnetbandbefehle, NV Bs 9/3
- ALGOL-Manual; Übersetzer ALCOR MAINZ 2002, 2K und ALCOR MAINZ 2002, 5K für die Datenverarbeitungsanlage 2002. Beschreibung NV Bs 36/1, Juli 1964, Siemens & Halske AG